# Onthophagus papulatorius
Onthophagus papulatorius là một loài bọ cánh cứng trong họ Bọ hung (Scarabaeidae).